# Austrocarabodes polytrichus
Austrocarabodes polytrichus är en kvalsterart som beskrevs av Balogh och Sandór Mahunka 1978. Austrocarabodes polytrichus ingår i släktet Austrocarabodes och familjen Carabodidae. Inga underarter finns listade.